# Halo 3
Halo 3 är ett förstapersonsskjutare utvecklad av Bungie exklusivt för Xbox 360. Det är den tredje delen i den populära och hyllade spelserien Halo. Den återupptar sagan som påbörjades i Halo: Combat Evolved samt fortsatte i Halo 2. Föregångarna var båda mycket framgångsrika och fungerade som dragplåster till Microsofts spelkonsol Xbox. Halo 3 släpptes den 25 september 2007 i Nordamerika, Australien, Brasilien, Indien, Nya Zeeland samt Singapore, och den 26 september i Europa samt den 27 september i Japan till Xbox 360.
Halo 3:s handling kretsar kring det interstellära kriget under år 2552, lett av "UNSC" samt en grupp bestående av utomjordingar kända som the Covenant. I spelet tar spelaren rollen som Master Chief, en cybernetiskt förbättrad supersoldat. Med hjälp av marinsoldater samt en allierad utomjordingsras kallad "Elites" - ledda av the Arbiter, för han krig till försvar för mänskligheten. Spelet innehåller fordon, vapen och gameplay som inte har introducerats i seriens tidigare titlar samt tillägg av sparade gameplay-filmer, fildelande och "Forge" - ett verktyg som ger spelaren möjlighet att förändra multiplayer-banor.
Spelet kör i 640p och skalas sedan upp hårdvarumässigt med hjälp av den inbyggda grafikkretsen Ana.

## Handling
Halo 3 fortsätter där Halo 2 slutade, som i sin tur fortsatte där Halo: Combat Evolved slutade. The Covenant har hittat något som var gömt under marken på Jorden. Människorna antar att det är The Ark, som kan avfyra Halo-ringarna och därmed utplåna allt levande. Det visar sig dock att det inte är The Ark, utan en portal till denna.
Samtidigt har The Flood börjat sprida sig och kommer nu till Jorden. Flood har bara ett skepp, en övertagen Covenant CCS-class Battlecruiser, som de tror att Cortana är i. Master chief springer dit och när han hittar henne får de reda på att det bara var ett meddelande. När de spelar upp det säger Cortana att det finns ett sätt att rädda jorden från Flood bakom portalen. Eliterna vill genast åka men Lord Hood ser det som ett slöseri på soldater men efter övertalning från Commander Keys tillåts de att åka. När Unsc och eliterna kommer dit möts de av hårt försvar mot covenanterna, de upptäcker senare att de kan se Vintergatan från The Ark. De hittar och dödar Prophet of Truth men bara för att Gravemind ska ta över. För att hindra detta spränger man den nybyggda Halo-ringen som skulle ersätta den man förstörde i Halo: Combat Evolved.

## Rollista
- Steve Downes - Master Chief
- Tim Dadabo - 343 Guilty Spark
- Keith David - Arbiter
- Jen Taylor - Cortana
- Dee Bradley Baker - Gravemind
- Ron Perlman - Lord Hood
- David Scully - Sergeant Avery J. Johnson
- Justis Bolding - Commander Miranda Keyes
- Robert Davi - Shipmaster
- Terence Stamp - Prophet of Truth

## Campaign
Campaign är spelläget där man spelar genom handlingen. Det går att spela ensam, men även upp till fyra personer tillsammans via Xbox LIVE eller System Link. Det går att spela två spelare split-screen.
Varje spelare är en egen karaktär. Spelare ett spelar som Master Chief, spelare två som The Arbiter och spelare tre och fyra spelar som elites med energisvärd.
Det är 10 uppdrag:
1. Arrival
2. Sierra 117
3. Crows Nest
4. Tsavo Highway
5. The Storm
6. Floodgate
7. The Ark
8. The Covenant
9. Cortana
10. Halo

## Matchmaking
Matchmaking är ett spelsätt över Xbox LIVE där man synkas med spelare med liknande skicklighet. Det går att välja mellan två olika spellägen, "Ranked" och "Social". Ranked är rankat och genom att spela där kan man få en högre level (skill). Social är spellistor där man inte går upp i level. I Social kan man dock få Experience Points som också kan ge rank om man får tillräckligt många, men för att få dessa krävs mycket spelande och många segrar.
I rankad finns de ett flertal spellistor: "MLG","MLG FFA","Team Snipers", "Team Swat,"Team Doubles", "Squad Battle" och "Team Slayer". När man spelar Team Snipers spelar man antingen med Shotgun (Shotty Snipers) eller ett vanligt spel med bara Snipers. På Team Swat börjar man med en Battle Rifle, Shotgun (Shwatguns), eller Magnum och man dödar någon med ett skott mot huvudet, oavsett vilket vapen. MLG har egna Game & Maptypes.

### Beta

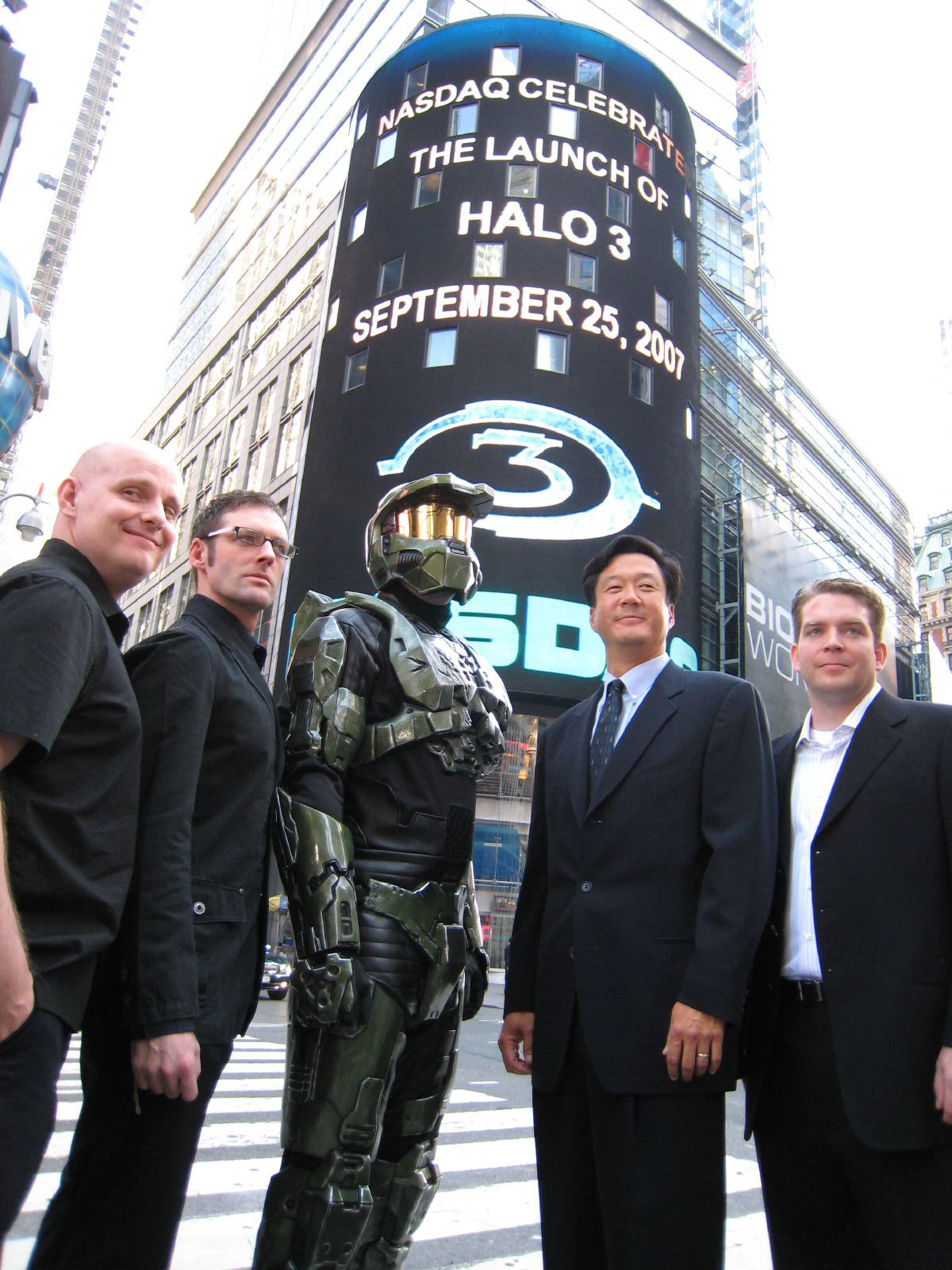
En Halo 3-lanseringsevenemang på NASDAQ byggnaden i New York den 25 september 2007.

16 maj 2007 och tre veckor framåt testades en betaversion av Halo 3:s multiplayerdel för ett begränsat antal människor. Betaversion laddades ner från Xbox Games Store alternativt från Crackdown. Detta är första gången något spel har beta-testats av allmänheten på en konsol innan spelet släppts. I betaversion följde 3 banor med: Valhalla, Snowbound och Highground. Man skulle bara kunna spela matchmaking över Xbox Live, men det gick även att spela custom game om man utnyttjade en bugg.

## Custom Games
Custom Games är ungefär som Matchmaking, bara att man helt får bestämma vilka man vill spela med och mot och man får även välja spellägen och banor. Custom Game-spel påverkar varken ens experience eller ranking.

## Forge
Forge är en map editor som finns med i Halo 3. När man är i "Edit Mode" spelar man som en monitor, liknande 343 Guilty Spark. Varje bana har en lista med objekt som man kan lägga in på den banan. Man har även en budget, som förhindrar att man har in för många saker på banan. Det går även bland annat att ta bort objekt och ställa in respawn points. Detta läge går att spela med upp till 8 personer.
På de gamla kartorna som medföljer Halo 3-skivan finns det enbart så kallade icke-solida föremål, det vill säga föremål som går att flytta på med t.ex explosioner, vilket begränsade möjligheten till redigering. Dock försvann detta hindret i samband med att heroic map pack släpptes, som innehåller väggar och liknande, som är fast placerade och endast går att flytta i forge. Banan foundry utmärkte sig i detta genom att alla föremål på banan är flyttbara, vilket innebär att man i princip kan ta bort allting och göra en helt egen bana efter eget tycke. Detta utökades i samband med sandbox i mythic map pack genom en i ännu högre grad avsaknad av grundläggande bangeometri (foundry är delvis delad i två sektioner av en väggbit), högre tak (mer specifikt avsaknad av sådant), ett stort antal fler föremål, mycket större budget och dess uppdelning i tre delar, den har en del under banan, s.k. Crypt som är ett stort rum, marknivån, och s.k. sky bubble. Dessutom innehåller den ett rutnät som bara är synligt i forge, för att underlätta placering av föremål.

## Theater
Theater är filmläget i Halo 3. Här sparas de 25 senaste matcherna man spelat, i Campaign, Forge, Matchmaking eller Custom Games. Matcherna sparas i form av speldata, vilket innebär att man kan byta kameravinkel och bland annat kolla från andra spelares perspektiv. Det går att spara filmer och även att lägga upp dem på sin "File Share", där alla kan ladda ner filmen.

## Versioner
Halo 3 finns att köpa i tre versioner: Standard, Limited Edition och Legendary Edition.

### Standard
I standard-paketet finns enbart spelet och dess manual. 

### Limited Edition
Limited Edition har ett annat fodral, av metall, och innehåller dessutom en dvd med extramaterial samt en "Art Book".

### Legendary Edition
I denna version får man ett fodral som är Master Chiefs hjälm (Spartan 117) som ser ut exakt som Master Chiefs.
Innehållande bonus-DVD, artbok och spelet.
Versionen har ett begränsat antal och blev slutsålt ganska fort (notera innan release).

## Bungie.net
Via Bungies webbplats kan man se statistik för sig själv eller andra spelare. Det finns även siffror på hur många fiender som totalt dödats i Campaignläget.

### Halo 3 heatmap

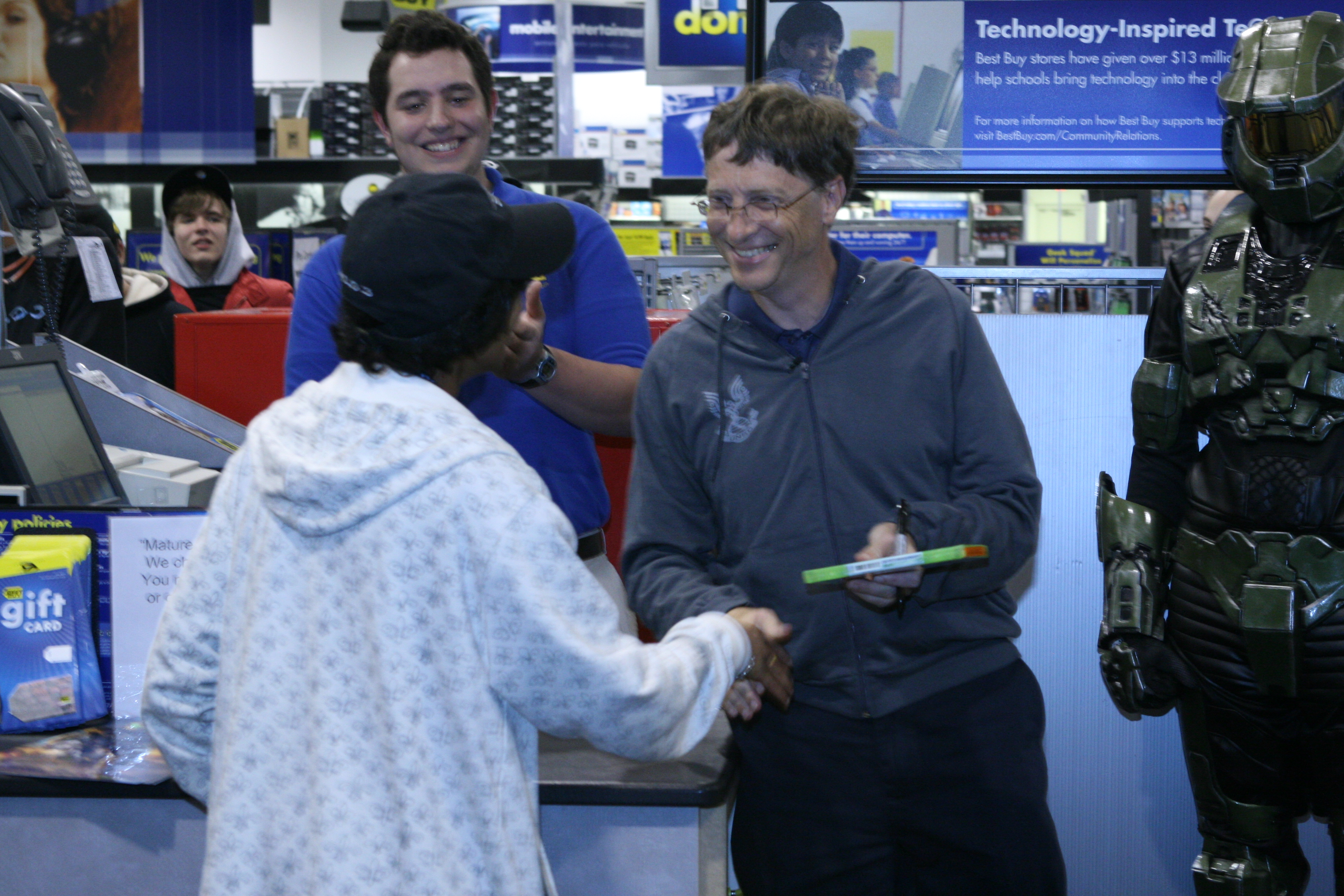
Bill Gates som säljer kopior av spelet vid lanseringen i Bellevue, Washington.

Halo 3 heatmap är en funktion som bl.a. används för att hjälpa spelutvecklarna att balansera banor i spelet. En heatmap är en bild som visar var spelare dör/dödar. Ju rödare punkter det är på bilden, desto fler gånger dör man på det stället. Heatmaps går att sortera efter vapen och om man blivit dödad eller dödat. Funktionen finns att tillgå via bungie.net, där man kan se en heatmap för sig själv, andra spelare eller alla spelare. Man kan även kolla valfria matcher, och vem man dött av/dödat mest.Du kan även se din spelare och andra spelares Appereance (Utseende)

## Map packs
Map packs är tilläggspaket som innehåller nya banor och ibland achievements. I Halo 3 finns det tre olika map packs Heroic map pack, Legendary map pack och Mythic map pack. Heroic map pack är gratis och innehåller banorna Foundry, Rat's Nest och Standoff. Legendary map pack kostar 600 Microsoft points och innehåller banorna Avalanche, Blackout och Ghost town. Det senaste banpaketet Mythic map pack kostar 800 Microsoft points och innehåller banorna Assembly, Orbital och Sandbox.
I samband med att Halo 3: ODST släpps kommer ytterligare tre kartor att bli tillgängliga, Citadel, Heretic och Longshore, vilka kommer möjliggöra att ytterligare fyra achievements blir möjliga att ta och på så sätt få den efter betrektede recon armor

## Försäljning
I USA hade det hett efterlängtade Halo 3 drygt 1,7 miljoner förhandsbokningar innan spelet hade släppts, vilket är ett rekord - oavsett plattform. 10 000 butiker öppnade vid midnatt bara i USA för att börja sälja Halo 3 till fanatiska fans. Spelet sålde omkring 1,8 miljoner på åtta timmar och efter 24 timmar på marknaden i USA hade Halo 3 framkallat 170 miljoner dollar, vilket betyder att spelet var den största nöjeslanseringen någonsin tills Grand Theft Auto IV lanserades året efter. På en vecka frambringade Halo 3 sedan 300 miljoner dollar världen över. I Storbritannien sålde Halo 3 266 000 kopior den första dagen samt 466 000 de första fyra dagarna, vilket gör spelet till ett av Storbritanniens snabbast säljande spel någonsin. I USA lyckades Halo 3 att sälja 3,3 miljoner kopior på mindre än två veckor. Den första dagen hade över 1,4 miljoner unika spelare spelat Halo 3 över Xbox Live. Efter en vecka hade den siffran stigit till mer än 2,7 miljoner - vilket vid det tillfället representerade ungefär en tredjedel av världens alla Xbox Live-medlemmar. Halo 3 sålde i kretsen av 4,5 miljoner kopior på en vecka, samt i trakten av 2,5 miljoner på en dag i Nordamerika. Med 4,82 miljoner var Halo 3 det bästsäljande spelet i USA under 2007. Den 3 januari 2008 rapporterade Microsoft att 8,1 miljoner kopior har sålts på bara drygt tre månader. Halo 3 är ett av få spel som har lyckats sälja över en miljon i Storbritannien.
Strax efter Halo 3:s lansering misstänktes spelet för att ha varit skälet till den sämsta öppningshelgen i början av oktober på åtta år för filmindustrin. Tidskriften Advertising Age, som levererar nyheter, analyser samt information om marknadsföring och media, rapporterade att många chefer för filmindustrin var övertygade om att en stor del personer stannade hemma för att spela Halo 3 istället för att gå och se Ben Stiller-filmen The Heartbreak Kid. En analytiker menade att "The audience on this game is the 18-to-34 demographic, similar to what you'd see in cinemas". Det förväntades att filmen skulle inbringa 20 - 25 miljoner dollar under öppningshelgen, men resultatet blev enbart 14 miljoner. Microsoft var inte så förvånade. En av företagets produktchefer sade att de marknadsfört Halo 3 som en film, och att spelet vid den tidpunkten var lika stort som en film, eller större.